# 板么红水鱼
板么红水鱼（学名：Hongshuia banmo）为輻鰭魚綱鯉形目鲤科红水鱼屬的其中一種，該物種分布於亞洲中國，棲息在中底層淡水水域，體長可達5.7公分。

## 扩展阅读
維基物種上的相關：板么红水鱼